# Zelotes otavi
Zelotes otavi este o specie de păianjeni din genul Zelotes, familia Gnaphosidae, descrisă de Fitzpatrick în anul 2007. Conform Catalogue of Life specia Zelotes otavi nu are subspecii cunoscute.